# A Gaivota
A Gaivota (em Russo Чайка, Tchaika) é uma peça de teatro do dramaturgo russo Anton Tchekhov (1860-1904). A peça foi concebida pelo autor como uma comédia, mas ela foi interpretada e é tida por alguns como um drama ou uma tragédia. O próprio Tchekhov chamou-lhe "uma comédia, três papéis de mulher, seis para homens, quatro atos, uma paisagem (vista para um lago), muitas conversas sobre a literatura, um pouco de ação, um toque de amor".
Tchekhov começou a escrever A Gaivota em outubro de 1895. Em dezembro de 1895, leu o texto a amigos, atores de teatro em Moscou. O diretor do teatro, Kors, também presente, disse: "meu caro, isto não é para o palco!". Tchekhov ficou surpreso e reescreveu a peça. Informou-se sobre pormenores técnicos de encenação com Vladimir Nemirovic-Dantchenko. Em agosto de 1896, a censura (todas as obras culturais na Rússia eram censuradas) dá-lhe carta livre. Tchekhov baseou-se no caso de Lika Mizinova para a figura Nina. Trigorin é inspirado em Ignatij Potapenko.

## Personagens
- Arkádina, Irina Nikoláievna (Senhora Trepilovna pelo casamento), atriz
- Trepliov, Konstantin Gavrilovich (Kostia)
- Sorin, Piotr Nikolaievitch (Petrusha), irmão de Irina
- Zarêtchnaia, Nina Mikhailovna, jovem filha de um proprietário rural endinheirado
- Chamráiev, Ilia Afanasievitch, tenente aposentado e administrador de Sorin
- Polina Andreiévna, esposa de Ilia
- Masha (Maria Ilichna), filha de Ilia
- Trigorin, Boris Aleksievich, escritor
- Dorn, Yevgeny Sergeievich, médico
- Medvedenko, Semion Semionovich, professor
- Yakov, moço
- Um cozinheiro
- Uma criada

## Sinopse
A Gaivota narra os conflitos de um jovem escritor. Os conflitos dos personagens criam uma ligação direta com o espectador ao mesmo tempo em que apresenta uma visão profunda de uma sociedade cada vez mais vulnerável aos males existenciais. A peça representa uma harmonia estética natural, algo incompatível com a frustração encarada pelo personagem central da trama. A poesia é um dos recursos mais utilizados.
A figura central da peça, Trepliov, é filho de uma atriz famosa, Arkádina. Ao apresentar sua peça ao ciclo social de sua mãe, ele fracassa duas vezes: sua peça é rejeitada pela elite da arte e, Nina, seu amor, estava apaixonada por Trigorin, um famoso escritor e namorado da mãe de Trepliov.
Trepliov é um Hamlet da comédia, um escritor romântico cheio de mudanças de humor e em permanente conflito interior, ridicularizado ainda mais pelo contraste entre os seus ideiais utópicos e as roupas simples e ridículas que usa - tal como pretendido por Tchekhov -, para espanto daqueles que viam na figura de Trepliov um herói. Quando ele se decide suicidar, ouve-se um disparo vindo do jardim. Todos pressentem o que se passara.

## Histórico de encenações

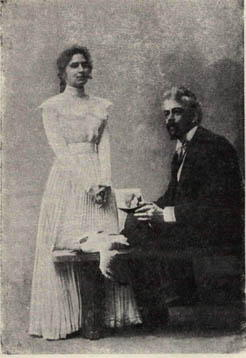
Constantin Stanislavski como Trigorin e Maria Roksanova, na produção do Teatro de Arte de Moscou de The Seagull

A 17 de outubro de 1896, A Gaivota foi encenada pela primeira vez, no teatro Alexandre, em São Petersburgo. A peça foi vaiada e Tchekhov deixou o teatro em sobressalto, sem se despedir. No entanto, dois anos depois, em dezembro de 1898 quando foi encenada pela segunda vez, foi um sucesso. Seguiram-se exibições por toda a Rússia, inclusive em Moscovo e Taganrog.
No Brasil, a peça teve como intérpretes, dentre outros, Pedro Cardoso, Fernanda Torres, Fernanda Montenegro, Samantha Dalsoglio, Fernando Torres, Celso Frateschi, Sérgio Britto, Renata Sorrah e Enrique Diaz.
Na Bahia, a peça foi produzida pela Lima Comunicação e realizada pela Cia Os Argonautas, com direção de Marcelo Flores e Harildo Deda. No elenco, Alethea Novaes, Annalu Tavares, Celso Junior, Jarbas Oliver, Lucci Ferreira, Márcia Andrade, Veríssimo Vasconcellos, Vivianne Laert,Tom Carneiro e Widoto Áquila.

## Adaptação para o cinema
A peça de Anton Tchekhov foi adaptada diversas vezes para o cinema, como em 1968, sob a direção de Sidney Lumet, com Vanessa Redgrave e Simone Signoret no elenco, e em 2018, sob a direção de Michael Mayer, com Saoirse Ronan, Corey Stoll e Annette Bening no elenco. Há uma versão feita na União Soviética em 1972, dirigida por Yuli Karasik, vista quase exclusivamente nos países do Leste Europeu.